# Le Thaumaturge chinois
Le Thaumaturge chinois (El taumaturgo chino), titulado en los Estados Unidos como Tchin-Chao, the Chinese Conjurer (Tchin-Chao, el prestidigitador chino) y en Gran Bretaña como The Chinese Juggler (El malabarista chino), es un cortometraje mudo francés de 1904 hecho por Georges Méliès. Fue distribuido por la Méliès Star Film Company y está numerada como 578–580 en sus catálogos.
Méliès interpreta al mago del título; sus trucos son empleados utilizando la técnica del stop trick y fundido. El movimiento en la película es notablemente rápido, incluso a velocidades de películas mudas de 16 fotogramas por segundo; Méliès pudo haber hecho que su operador de cámara deliberadamente subiera la cámara para crear un efecto estilizado.